# Augustin Pujol

a Compétitions nationales et continentales officielles uniquement.

b Matchs officiels uniquement.
Dernière mise à jour le 7 mai 2011.
Augustin Pujol dit « Toto », né le 10 mai 1883 à Toulouse et mort le 6 mai 1962 à Bagnères-de-Luchon, est un joueur français de rugby à XV, qui a joué avec l'équipe de France au poste d'ailier. 

## Carrière
Augustin Louis Pujol naît à 18 heures le 10 mai 1883 au domicile de ses parents situé au 49 place Perchepinte à Toulouse. Son père, Sébastien Pujol, alors âgé de 46 ans est employé de commerce, tandis que sa mère, Marguerite Duhard, alors âgée de 29 ans est sans profession,. 
Augustin Louis se marie en la mairie de Toulouse le décembre 1912 avec Paule Besson (née le 30 janvier 1889),. À cette époque Augustin et Paule sont domiciliés respectivement au 43 rue d'Alsace-Lorraine et au 3 bis rue des Tourneurs. 
Il dispute le premier match officiel du XV de France le 1er janvier 1906 face aux All Blacks alors en tournée européenne. Augustin Pujol joue un seul test match. 
En club, il évolue d'abord au Stade olympien des étudiants de Toulouse. Il dispute ainsi une finale du championnat de France en 1903. Il rejoint ensuite le Stade français avec lequel il dispute une nouvelle finale en 1906. Il quitte le club de la capitale pour rejoindre le Richmond RFC lors de la saison 1906-1907 puis revient en France au sein du tout récent SOEVS Toulouse. En 1908, il porta le maillot du FC Lézignan pour affronter l'équipe anglaise du Guy's Hospital. Il évolue également avec le Stade toulousain pour être  vice-champion de France 1909, et ensuite avec Newport RFC[réf. nécessaire].
Il exerce la profession de commerçant. En sport, il excelle également en athlétisme et en tennis.

## Palmarès
- Une sélection en équipe de France en 1906
- Vice-champion de France en 1903, 1906 et en 1909.

### Matchs internationaux
| #  | Date             | Lieu                     | Adversaire       | Résultat | Points marqués | Competition |
| -- | ---------------- | ------------------------ | ---------------- | -------- | -------------- | ----------- |
| 1. | 1er janvier 1906 | Parc des Princes (Paris) | Nouvelle-Zélande | 8-38     | 0 point        | Test match  |